# Summer Vacation
「Summer Vacation」（サマー バケーション）は、日本のダンスボーカルユニットLeadの31枚目のシングル。2019年7月24日にFLIGHT MASTERから発売された。
CD、CD+DVD（初回限定盤A）、CD+DVD（初回限定盤B）、CD+スペシャルブックレット（初回限定盤C）の4形態が発売された。

## 概要
作詞は、同事務所所属、DA PUMP「U.S.A.」「桜」「P.A.R.T.Y. 〜ユニバース・フェスティバル〜」の作詞で注目された、やはり同事務所所属の作詞家・shungo.が担当した。それまでLeadに提供されたshungo.作詞楽曲は4作品あったが、シングル表題曲となるのはこれが初。
2019年6月14日にビジュアルが公開された。

## 収録曲
1. Summer Vacation
  - Lyrics：shungo. / Composers: Fredrik "Figge" Boström, Ryo 'LEFTY' Miyata, Lars Safsund / Arrange：Ryo 'LEFTY' Miyata
2. Paradise city
  - Lyrics：鍵本輝 / Composers: HIKARI, MoonChild / Music Produced： HiDE Kawada for Future Unison / Track Produced: HIKARI
3. ANTHEM
  - Lyrics：鍵本輝 / Rap Lyrics：谷内伸也 / Compose：鍵本輝

※形態により収録曲は異なる。

## 発売形態
1. 初回限定盤A [CD＋DVD]
[DVD]Summer Vacation-Music Video- / SummerVacation-Behind the Music Video- / Summer Vacation-Behind the Jacket Shooting-
2. 初回限定盤B [CD＋DVD]
[DVD]Lead Special Talk
3. 初回限定盤C [CD＋スペシャルブックレット]
Special Photo Booklet（24P予定）
4. 通常盤 [CD Only]

※ジャケットはそれぞれ異なる。